# Pariški ugovor (1951.)
Pariškim ugovorom, potpisanim 18. travnja 1951. između Belgije, Francuske, Njemačke (tada Zapadna Njemačka), Italije, Luksemburga i Nizozemske, utemeljena je Europska zajednica za ugljen i čelik (EZUČ), koja je 1993. postala dio Europske unije. Ugovor je istekao 23. srpnja 2002., pedeset godina nakon što je stupio na snagu.
Velika Britanija je također bila pozvana da se učlani, no ona je to odbila radi svojih specifičnih odnosa sa zemljama Commonwealtha. Samim time, Francuska i Njemačka postale su središta zapadnoeuropskog zajedničkog djelovanja.
Razlozi osnivanja ove organizacije bili su da se ojača ratom oslabljena europska ekonomija, spriječi mogućnost novog rata ili prodiranje komunističkih ideja na zapad Europe, te da se održi trajni mir na ovim područjima. Francuska je osnivanjem ove organizacije dobila priliku da u toj novoj vezi kontrolira razvoj Njemačke nakon 2. svjetskog rata (a posebno militarizaciju), dok je zapadnonjemački kapital na taj način lakše izašao iz izolacije. Njemačka se istodobno oslobađala strane kontrole razvoja teške industrije, te razvijala svoje snage zajedno s ostalim zapadnoeuropskim zemljama, čime su utjecali na brže zaboravljanje ratnih strahota i velike njemačke uloge u tome.
Temelji integracije bili su ugljen i čelik, te su ukinute carine i kvantitativna ograničenja na kretanje ugljena i čelika u svih 6 država potpisnica. Zajednica se među ostalim brinula i za neometanu ekonomsku ekspanziju, povećanje produktivnosti rada i stope zaposlenosti.
Ova zajednica bila je prva međunarodna organizacija koja je sa svojim nadnacionalnim temeljima predstavljala početak stvaranja europske federacije, tj. buduće Europske unije.

## Tijela zajednice
Djelujući na bazi Statuta, osnovana su i specifična tijela unutar ove zajednice:
- Vijeće ministara
- Savjetodavna skupština
- Sud
- Izvršni organ (Visoka vlast)

Ugovor je stupio na snagu 25. srpnja 1952. godine. Prvi predsjednik Visoke vlasti bio je Jean Monnet. Ova su tijela predstavljala ograničeno smanjivanje nacionalne suverenosti zemalja članica.